# Forum Recht
Forum Recht ist ein bundesweit vierteljährlich erscheinendes rechtspolitisches Magazin, das vom Bundesarbeitskreis kritischer Juragruppen (BAKJ) und Forum Recht e. V. herausgegeben wird. Die Autoren sind meist Studenten oder im Referendariat, ebenso wie die Redaktionsmitglieder selbst.
Seit Anfang der 1980er Jahre widmet das Magazin sich den Themen und Positionen, die in der gängigen juristischen oder rechtspolitischen Diskussion zu kurz kommen. Dem konservativ geprägten juristischen Fachdiskurs will Forum Recht ein Zeitschriftenprojekt entgegensetzen, in dem sich kritische Stimmen äußern können. Diese eint der gemeinsame Ansatz, die „herrschende Meinung“ mit Standpunkten zu kontrastieren, die dem progressiven, linken oder alternativen Spektrum zuzurechnen sind. Unter den Autoren befinden sich sowohl die Redaktionsmitglieder als auch externe Personen. Neben besonderen Schwerpunkten wie beispielsweise Bürgerrechte, Straf- und Asylrecht oder Bildungspolitik, werden auch Urteilsbesprechungen (RechtKurz) sowie die politische Justiz (Poljus) behandelt.
Zu den kürzlich erschienenen Ausgaben gehören: „Deutsche Zustände – Wachtmeister Dimpfelmoser, übernehmen Sie!“ (01/2017), „One World, One Struggle – Recht im globalen Kontext“ (04/2016), „Bild der Frau* – Konstruktionen. Normierung. Gewalt“ (03/2016), „Krisenherd angelassen – Europäische Zustände“ (02/2016), „No Escape – Migrations- und Grenzregime“ (01/2016).
Die Zeitschrift ist eine Kooperationspartnerin des Internetportals Linksnet.
Auf der Homepage der Zeitschrift werden die Hefte nach Erscheinen der jeweils nächsten Ausgabe zum kostenlosen Download veröffentlicht.
Zusätzlich zur regulären Ausgabe gibt Forum Recht einmal jährlich ein Erstsemesterinfo (mit dem Titel „Wozu Jura studieren“) heraus, welches sich nach Angaben des Herausgeberkollektives primär an Studienanfänger richtet. Es soll zum kritischen Engagement anregen, Studierenden Informationen jenseits der „herrschenden Meinung“ vermitteln und Denkanstöße abweichend von den gängigen Rechtsauffassungen liefern. Diese Sonderausgabe wird kostenlos zu Semesterbeginn an vielen Hochschulen verteilt.

## Autoren
Zu den Autoren von Forum Recht gehören vornehmlich Studierende, Referendare und junge (Rechts-)Wissenschaftler. Erklärtes Ziel ist es nach eigenen Angaben, insbesondere diesen Personen ein Forum zu bieten.